# József Fekete
József Fekete (ur. 27 lutego 1923 w Kecskemécie, zm. 4 sierpnia 1987 w Budapeszcie) – węgierski gimnastyk, medalista olimpijski z Londynu i uczestnik Letnich Igrzysk Olimpijskich w 1952 roku.